# Irakisk enighet
Irakisk enighet är ett politiskt parti som bildades inför parlamentsvalet i Irak 2010.
Initiativtagare till partiet var den shiitiske inrikesministern Jawad al-Bulani och sunniledare inom anti-al-Qaida-alliansen Uppvaknandet. 